# 方悅
方悅是《三國演義》中的虚构人物，正史《三國志》中不見記載。
根据《三國演義》第5回记载，他是河内太守王匡手下名将，參加討伐董卓聯軍，在围攻虎牢关时应王匡之呼一马当先迎战吕布，不到五回合，被吕布一戟刺死于马下，使王匡軍隊大敗。
《三國演義》相關段落：
王匡回頭問曰：「誰敢出戰？」後面一將，縱馬挺鎗而出。匡視之，乃河內名將方悅。
兩馬相交，無五合，被呂布一戟刺於馬下。